# Carlo Vigarani

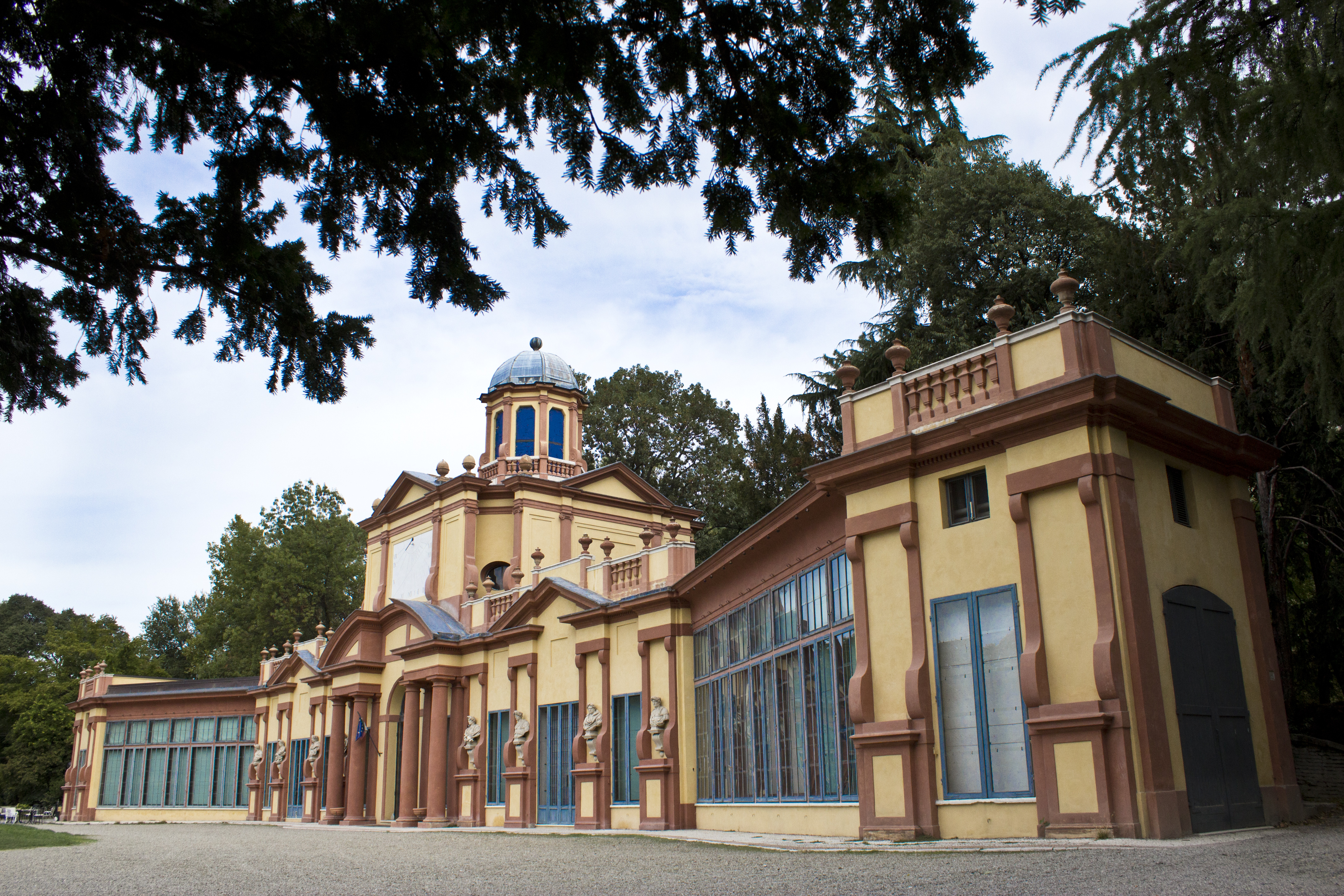
Modena, palazzina dei Giardini Pubblici

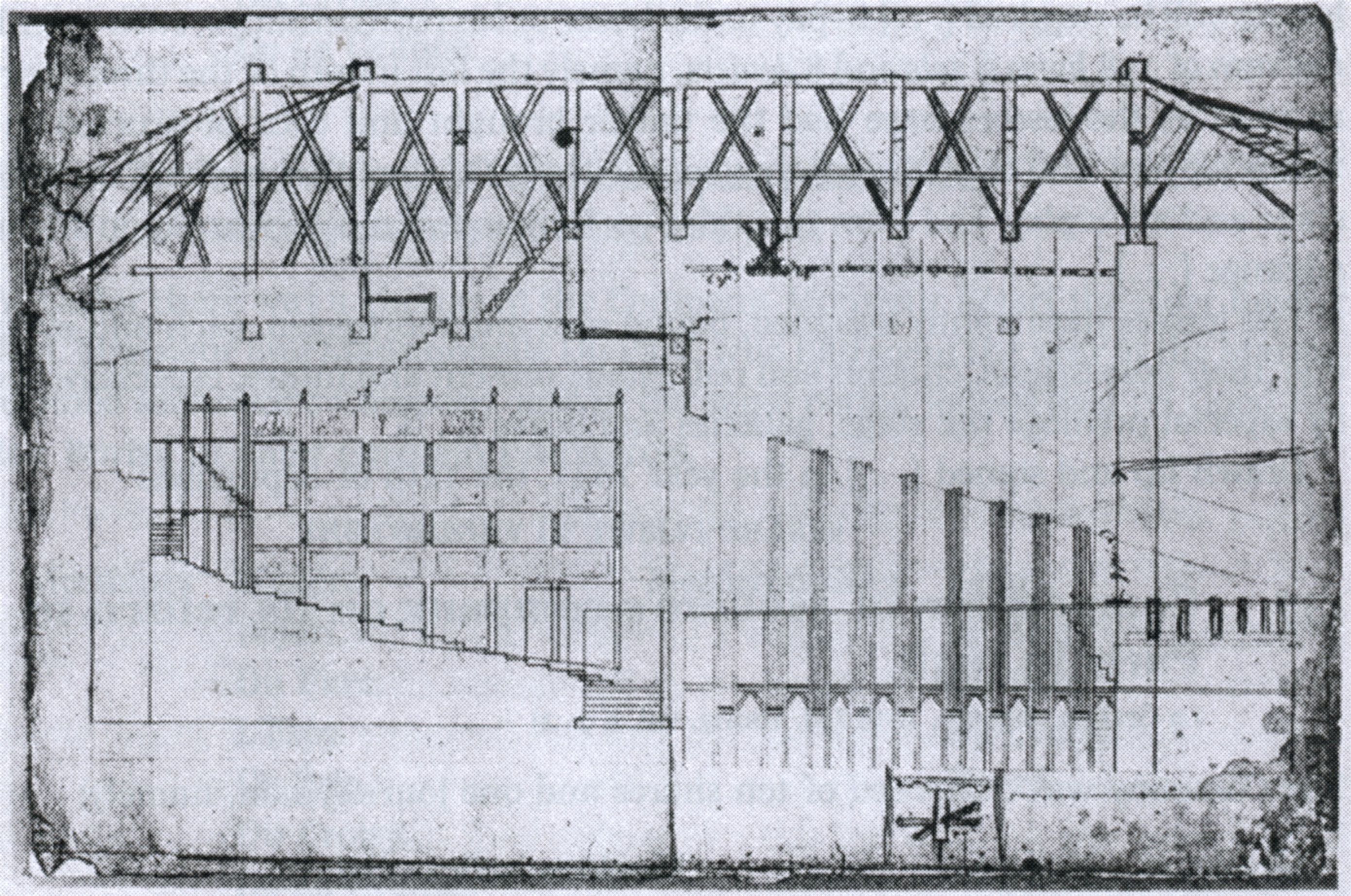
Sezione longitudinale della prima Sala del Palazzo Reale, 1673

Carlo Vigarani (Modena, 1637 – 1713) è stato un architetto, ingegnere e scenografo italiano naturalizzato francese.

## Biografia
Nacque a Modena da Gaspare Vigarani (Reggio nell'Emilia, 1588 - Modena, 1663), che era architetto o sovrintendente agli edifici del Duca di Modena. Al pari dei suoi fratelli, venne iniziato al mestiere del padre, iniziando quindi a lavorare per la corte di Alfonso IV d'Este e Laura Martinozzi. Nel 1659 il cardinale Mazzarino, zio di Laura Martinozzi, ottenne la collaborazione di Gaspare Vigarani per partecipare all'elaborazione delle macchine del teatro delle Tuileries. Carlo ovviamente seguì il padre a Parigi.
Nel 1662 venne nominato ingegnere del re Luigi XIV, e ricoprì negli anni diverse funzioni: ingegnere delle macchine teatrali, architetto, decoratore e scenografo.
Carlo Vigarani lavorò contemporaneamente al Castello di Saint-Germain-en-Laye, dove mise in scena diverse tragedie, e collaborò col compositore e musicista italo-francese Jean-Baptiste Lully alla direzione del teatro. Eseguì inoltre i decori della chiesa dei teatini a Parigi.
Il suo nome rimase legato al suo importante lavoro di costruzione delle macchine teatrali per Les Plaisirs de l'Île Enchantée, una grandiosa festa che si tenne nella cornice dei giardini di Versailles dal 7 al 14 maggio 1664, quando ancora la futura reggia era ancora un lontano progetto. Tale ricevimento fu dedicato a Louise de La Vallière, la prima delle grandi favorite del Re Sole.
Nel 1673 venne naturalizzato francese da una lettera patente del re, e gli venne conferito il titolo di «Intenddente delle Macchine e Menus-Plaisirs del re» (Intendantant des Machines et Menus-Plaisirs du roi).
Sposò una francese della piccola nobiltà, e fece l'acquisizione di una piccola signoria vicina ad Amboise, divenendo Signore di Saint-Ouen-les-Vignes. Acquisì inoltre la servitù debitoria di Limeray.
Nel 1690, a seguito del fallimento di diversi progetti, tra cui un salone per le danze mai realizzato all'interno della Reggia di Versailles, decise di ritirarsi, e venne sostituito nei suoi incarichi dal pittore Jean Berain.

## Studi
Dal 4 al 12 giugno 2005 si svolse un seminario internazionale intitolato "Gaspare e Carlo Vigarani: Dalla corte degli Este a quella di Luigi XIV". Organizzato congiuntamente dalla "Société d'étude du XVIIe siècle" e dal Centre André Chastel, si tenne in due distinte sessioni, a Modena E Reggio Emilia (4-7 giugno), presso l'auditorium della Reggia di Versailles. Gli atti vennero Pubblicati nel 2009.